# Caroline Harrison
Caroline Harrison född som Caroline "Carrie" Scott den 1 oktober 1832 i Oxford, Ohio, död 25 oktober 1892 i Washington, D.C., var en amerikansk presidentfru 1889-1892, gift med president Benjamin Harrison.

## Biografi
Caroline Harrison var dotter till en presbyteriansk präst, som också var rektor för en flickskola. Hon undervisade en kort period innan hon den 20 oktober 1853 gifte sig med Benjamin Harrison. De fick två barn.
Som USA:s första dam renoverade hon Vita huset, installerade elektricitet och introducerade julgranen i Vita husets julfirande. Hon blev 1889 medgrundare till och den första ordföranden för organisationen National Society of the Daughters of the American Revolution.
Hon hade dålig hälsa och avled i Vita huset 25 oktober 1892, två veckor senare förlorade hennes make presidentvalet. Uppgifterna som värdinna övertogs under den resterande tiden av Mrs Mary Scott Dimmick, som var änka och släkting till presidentfrun.